# 김진수 (성우)
김진수(1983년 8월 22일 ~)은 대한민국의 남자 성우이다. 2015년에 KBS 공채 40기 성우로 입사하였다. 한국방송 성우극회 소속.

## 주요 출연작품

### 외화
- 디셉션(KBS) - 퀸시(데이빗 타운센드,4화) / 알렉스(대니 엔리케스,9화)

### 다큐
- 2016.05.10 KBS 시사기획 창 <2016 정치개혁> 2부 국회의원의 약속
- 2016.09.01 KBS 특집 <세계은행 김용 총재가 말하는 한국교육의 미래> (더빙)

### 라디오

#### KBS
굿모닝 팝스 (KBS 라디오)
- 2016.01.10 ~ FFTA（Feel Free To Ask)

소설극장 (KBS 3라디오)
- 2015.01.17 ~ 2015.05.07 미겔 데 세르반테스 作 <돈 끼호테>
- 2015.05.08 ~ 2015.06.28 박민규 作 <죽은 왕녀를 위한 파반느>
- 2015.06.29 ~ 2015.08.15 프레드릭 배크만 作 <오베라는 남자> (미르사드)
- 2015.10.03 ~ 2015.11.26 이광수 作 <무정>
- 2015.11.27 ~ 2016.01.08 양귀자 作 <원미동 사람들> 中 마지막 땅 (강남부동산 박씨)
- 2016.02.25 ~ 2016.03.31 장강명 作 <표백> (장휘영 / 소크라테스)
- 2016.04.01 ~ 2016.05.19 김언수 作 <설계자들> (너구리 영감)
- 2016.05.20 ~ 강태식 作 <굿바이 동물원> (조풍년)

KBS 무대 (KBS 한민족방송)
- 2015.02.21 <통화> (고객1)
- 2015.03.07 <행복을 지켜드립니다> (건달1)
- 2015.04.18 <어느 쨍한 날> (직원)
- 2015.05.16 <개과천선(改過遷善)> (웨이터)
- 2015.06.20 <동갈 할미꽃> (왜경1)
- 2015.07.11 <여자 없는 남자들> (건달1)
- 2015.08.15 <기적소리> (일행)
- 2015.08.22 <세상은 요지경> (민구)
- 2015.09.12 <별일 없이 산다> (직원2)
- 2015.10.02 <연극이 끝난 후> (배우2)
- 2015.10.31 <미스터 노바디> (기사)
- 2015.11.07 <파가니니를 위하여> (의사)
- 2015.11.21 <아버지의 탄생> (맥주집 직원)
- 2015.12.19 <몸 빌려주는 남자> (경찰)
- 2016.01.02 <둥근 달이 떴습니다> (형사2)
- 2016.01.16 <황혼연가> (학생2)
- 2016.01.23 <지족의 사랑> (이방)
- 2016.02.13 <이리온, 리우> (강대리)
- 2016.02.20 <어느 곳에나 있는 여자> (직원4)
- 2016.02.27 <컨츄리 라디오> (최실장)
- 2016.03.05 <재원이는 1학년> (경찰1)
- 2016.03.12 <곡예사의 첫사랑> (어린 창호/ 창호)
- 2016.03.26 <위층 남자> (정수)
- 2016.04.02 <엘리트 학원 구하기> (친구)
- 2016.05.07 <위대한 이혼식> (사무장)
- 2016.05.14 <어머니와 아들> (태훈)
- 2016.05.28 <폭식을 멈추는 0번째 방법> (동기1)
- 2016.06.04 <나는 꿈꾸었다> (취객)

라디오 독서실 (KBS 한민족방송)
- 2015.03.08 김희선 作 <라면의 황제> (허삼식)
- 2015.03.22 해이수 作 <리키의 화원> (댓글2)
- 2015.04.26 최은영 作 <한지와 영주> (책임자)
- 2015.05.03 이평재 作 <악어패밀리> (택배기사)
- 2015.05.10 최지애 作 <달콤한 픽션> (할아버지)
- 2015.05.17 나경화 作 <쿙 쿙> (사장)
- 2015.06.14 손보미 作 <임시교사> (교감)
- 2015.06.28 성석제 作 <블랙박스> (기사)
- 2015.07.12 윤이형 作 <러브 레플리카> (중년 男)
- 2015.07.19 김성종 作 <1973년 여름, 베를린의 안개> (총장)
- 2015.07.26 이승영 作 <어떤 살인사건> (재미교포)
- 2015.08.16 장우석 作 <파트너> (강씨)
- 2015.09.13 정소현 作 <어제의 일들> (선생님)
- 2015.09.20 김중혁 作 <가짜 팔로 하는 포옹> (피존)
- 2015.09.27 <장화홍련전> (임금)
- 2015.10.18 김금희 作 <조중균의 세계> (본부장)
- 2015.11.01 윤성희 作 <가볍게 하는 말> (작은 아버지)
- 2015.11.08 김나정 作 <어쩌다> (면접관)
- 2015.11.15 해이수 作 <뒷모습에 아프다> (노교수)
- 2015.12.06 김애란 作 <너의 여름은 어떠니> (아버지)
- 2016.01.03 전성태 作 <영접> (대대장)
- 2016.01.10 권여선 作 <이모> (당직자)
- 2016.01.17 이청해 作 <어디까지 왔나> (털보)
- 2016.01.24 김경주 作 <태엽> (손님2)
- 2016.02.07 이수경 作 <자연사 박물관> (남자)
- 2016.02.14 황승욱 作 <세탁실> (국한)
- 2016.02.28 이진원 作 <손님> (담임 선생님)
- 2016.03.13 강저운 作 <개는 어떻게 꿈꾸는가> (박)
- 2016.03.27 사익찬 作 <전염 무반주> (402 남자)
- 2016.04.24 천명관 作 <퇴근> (아버지)
- 2016.05.01 전성태 作 <영접> (대대장)
- 2016.05.22 김금희 作 <너무 한낮의 연애> (양희 아버지)
- 2016.06.05 김경욱 作 <천국의 문> (강사)

라디오 극장 (KBS 한민족방송)
- 2015.02.01 ~ 2015.02.28 조정래 作 <인간연습>
- 2015.03.01 ~ 2015.03.31 박지리 作 <양춘단 대학 탐방기>
- 2015.04.01 ~ 2015.04.30 정유정 作 <7년의 밤>
- 2015.05.01 ~ 2015.05.31 박민규 作 <삼미 슈퍼스타즈의 마지막 팬클럽>
- 2015.06.01 ~ 2015.06.30 이창훈 作 <퇴계 이황이 된 고교 일진 라이언>
- 2015.09.01 ~ 2015.09.30 박하익 作 <선암여고 탐정단>
- 2015.10.01 ~ 2015.10.31 박수정 作 <프로젝트 S>
- 2015.12.01 ~ 2015.12.31 서진 作 <하트 브레이크 호텔> (201호)
- 2016.01.01 ~ 2016.01.31 김휘 作 <해마도시> (곱슬머리/ 박사)
- 2016.02.01 ~ 2016.02.29 도진기 作 <가족의 탄생> (남현호/ 종업원)
- 2016.04.01 ~ 2016.04.30 정아은 作 <모던 하트> (제부)
- 2016.05.01 ~ 2016.05.31 정유정 作 <내 심장을 쏴라> (우용재/ 거리악사/ 민실장)

KBS 특집 (KBS 라디오)
- 2015.10.05 KBS 라디오 특별기획 <부엉이 아저씨, 음악가 이야기 좀 들려주세요!> 첫번째 이야기 바흐
- 2015.10.08 KBS 라디오 특별기획 <부엉이 아저씨, 음악가 이야기 좀 들려주세요!> 네번째 이야기 베토벤
- 2015.10.09 KBS 라디오 특별기획 <부엉이 아저씨, 음악가 이야기 좀 들려주세요!> 다섯번째 이야기 슈베르트

다큐멘터리 역사를 찾아서 (KBS 라디오)
- 2015년 ~

와이파이 초한지 (KBS 라디오)
- 2016.05.09 1화 (씨름해설)
- 2016.05.12 4화 (대신2)
- 2016.05.16 6화 (대신2)
- 2016.05.17 7화 (공손건)
- 2016.05.20 10화 (대신3)
- 2016.05.24 12화 (순자)
- 2016.05.25 13화 (선비)
- 2016.05.27 15화 (신하)
- 2016.05.31 17화 (대신2)
- 2016.06.01 18화 (노생)
- 2016.06.03 20화 (형2/ 조참)
- 2016.06.06 21화 (조참)
- 2016.06.09 24화 (종리매)
- 2016.06.13 26화 (하인/ 군사)
- 2016.06.14 27화 (부하2/ 하인)
- 2016.06.15 28화 (진행자)
- 2016.06.16 29화 (사진사)
- 2016.06.17 30화 (남자/ 친구)

## 같이 보기
- 한국방송 성우극회